# اتوبوس‌های برقی در مسکو

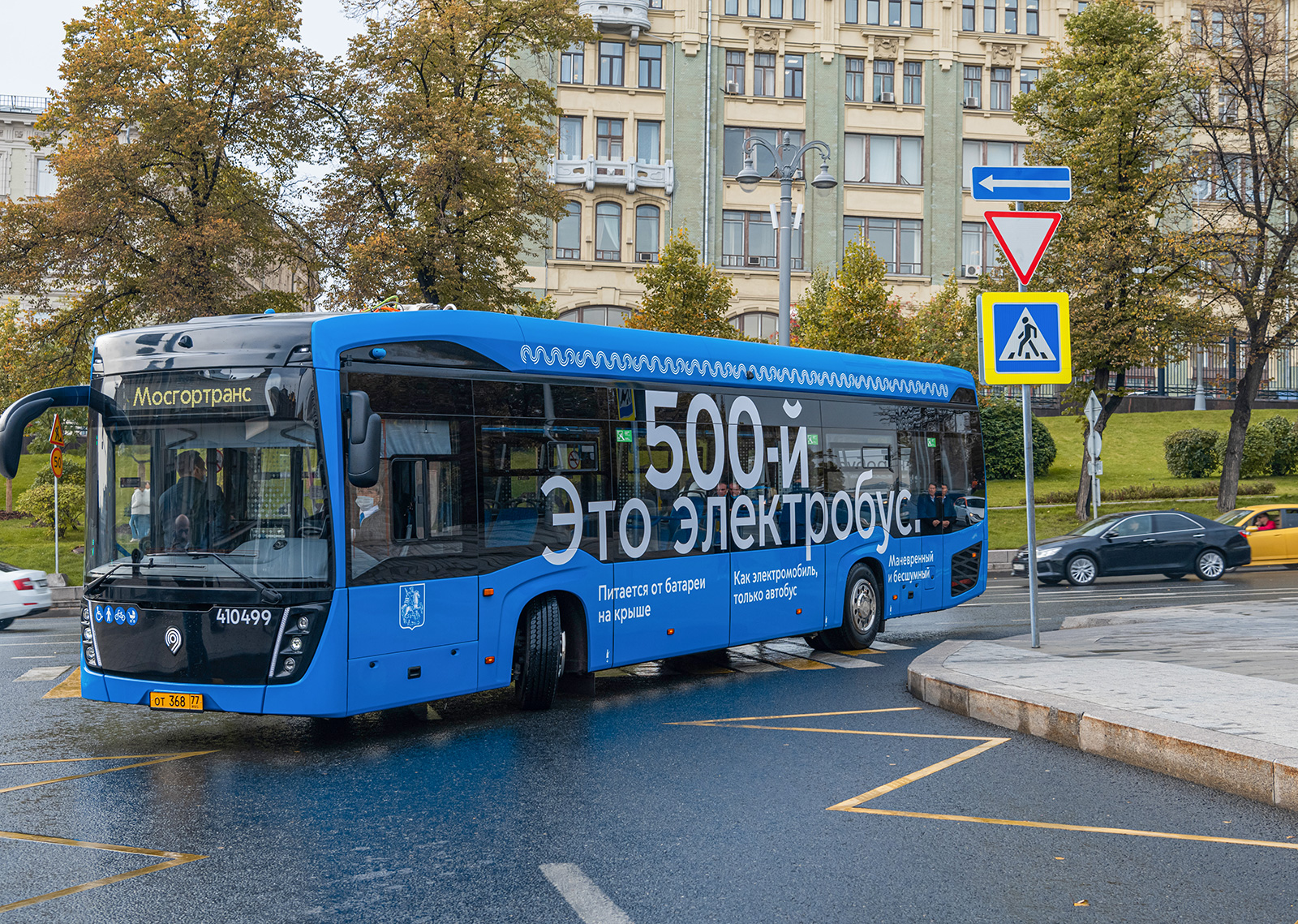
پانصدمین اتوبوس برقی در ۸ اکتبر ۲۰۲۰ در مسکو به بهره‌برداری رسید.

مسکورترنز بزرگ‌ترین ناوگان اتوبوس برقی در اروپا را پیش از ناوگان لندن اداره می‌کند. بیش از ۲۳۵۰ اتوبوس برقی در مسکو مشغول به کار هستند. تا تاریخ ژانویه ۲۰۲۴، آنها بیش از ۴۰۰ میلیون مسافر را جابجا کرده‌اند. تا ژوئیه ۲۰۲۴، اتوبوس‌های برقی در بیش از ۱۳۰ مسیر خدمات‌رسانی می‌کنند. این ناوگان شامل نزدیک به ۱۹۰۰ دستگاه کاماز-۶۲۸۲، بیش از ۴۰۰ دستگاه لیاز-۶۲۷۴، ۱۲ دستگاه کاماز-۵۲۲۲۲ و همچنین مینی‌بوس‌های برقی است. در مورد عرضه اتوبوس‌های برقی انتقاداتی وجود داشته است، مانند هزینه بالای اتوبوس‌های برقی، مدت زمان لازم برای شارژ وسایل نقلیه، حساسیت به دمای پایین و جایگزینی اتوبوس‌های برقی.

## تاریخچه
اولین اتوبوس برقی باتری‌دار در پایان سال ۲۰۱۸ وارد خیابان‌های مسکو شد. طبق مفاد قراردادها، در سال‌های ۲۰۱۸–۲۰۱۹، تولیدکنندگان داخلی گاز (خودروساز روسی) و کاماز ۳۰۰ اتوبوس برقی به مسکو تحویل دادند. ۷۰۰ اتوبوس برقی دیگر نیز در سال‌های ۲۰۲۰ و ۲۰۲۱ به مسکو تحویل داده شد. بنابراین، ناوگان اتوبوس برقی مسکو تنها در ۳ سال به ۱۰۰۰ دستگاه رسید و به بزرگ‌ترین ناوگان اتوبوس برقی در اروپا تبدیل شد. انتظار می‌رفت ۴۵۰ تا ۵۰۰ اتوبوس دیگر نیز در سال ۲۰۲۲ تحویل داده شود. مسکورترنز خاطرنشان کرد که کل ناوگان اتوبوسرانی تا سال ۲۰۳۰ با استفاده از اتوبوس‌های برقی و پیل سوختی هیدروژنی، بدون انتشار گازهای گلخانه‌ای خواهد بود.
بیشتر باتری‌ها و تجهیزات نیروی محرکه اتوبوس‌های برقی مسکو توسط شرکت درایو الکترو ساخته شده است که قطعات ۶۰۰ دستگاه از وسایل نقلیه برقی این شهر را تولید و تأمین کرده است. مسکو قصد دارد تا سال ۲۰۳۰ تمام اتوبوس‌های دیزلی و سی‌ان‌جی خود را به‌طور کامل با اتوبوس‌های برقی جایگزین کند و از سال ۲۰۲۱ به بعد دیگر هیچ اتوبوس دیزلی سفارش داده نخواهد شد.
در سال ۲۰۲۲، اعلام شد که اتوبوس‌های پیل سوختی هیدروژنی کاماز به صورت آزمایشی در شهر مورد استفاده قرار خواهند گرفت. در ژانویه ۲۰۲۳، سرگئی سوبیانین، شهردار مسکو، خاطرنشان کرد که تا سال ۲۰۲۴ حدود ۱۰۰۰ اتوبوس اضافی تحویل داده خواهد شد. بین سال‌های ۲۰۱۸ تا ۲۰۲۳، معرفی اتوبوس‌های برقی، انتشار CO2 را حدود ۱۳۰۰۰۰ تن کاهش داده است. تا ژوئیه ۲۰۲۴، بیش از ۱۷۰۰ اتوبوس برقی در حدود ۱۳۰ مسیر در حال خدمت‌رسانی بودند.

## انتقاد
حتی قبل از راه‌اندازی، پروژه اتوبوس برقی مسکو توسط کارشناسان و مسافران مورد انتقاد قرار گرفت، از جمله:
- هزینه بالا - قیمت یک اتوبوس برقی از ۳۰ تا ۵۶ میلیون روبل متغیر است که ۳–۴ برابر گران‌تر از یک اتوبوس برقی است.[۱۳]
- اتلاف وقت برای شارژ - شارژ اتوبوس‌های برقی (در مقایسه با پر کردن با سوخت دیزل) زمان می‌برد. اتوبوس‌ها بین ۸ تا ۲۰ دقیقه در ایستگاه ترمینال برای شارژ باتری صرف می‌کنند، زمانی که می‌تواند مسافر حمل کند. در نتیجه، برای اطمینان از خروجی مشابه با اتوبوس‌های برقی و اتوبوس‌های دیزلی، به اتوبوس‌ها و رانندگان بیشتری نیاز است.[۱۴]
- استفاده از بخاری دیزلی کمکی سیستم گرمایش. متخصصان مسگرترانس ادعا می‌کنند که این بخاری فقط در دماهای زیر ۵ درجه سانتیگراد استفاده می‌شود.[۱۵]
- اتصال به ایستگاه‌های شارژ و عدم امکان تغییر نقاط انتهایی مسیر. نمایندگان وزارت حمل و نقل مسکو خاطرنشان کردند که تغییر به اتوبوس برقی راحت است زیرا به شبکه ارتباطی متصل نیست و این امر امکان تغییر مسیر و حرکت آنها در خیابان‌هایی که سیم‌کشی وجود ندارد را فراهم می‌کند. با این حال، اتصال به ایستگاه‌های شارژ، گسترش سریع مسیر با چندین ایستگاه (انتقال زیرساخت شارژ مورد نیاز است) یا کوتاه کردن مسیر در صورت هرگونه کار جاده‌ای را غیرممکن می‌کند.[۱۶][۱۷]
- شکنندگی باتری‌ها و همچنین فقدان فناوری فعلی برای دفع آنها.[۱۸][۱۹]
- حساسیت به دمای پایین. در صورت سرمای شدید، تعداد زیادی از اتوبوس‌های برقی در خط وجود ندارد.[۲۰]

برخی شکایات جدی نیز به دلیل انطباق این نوع حمل و نقل با الزامات فعلی ایمنی در برابر آتش ایجاد می‌شود، زیرا اتوبوس برقی از عناصر الکتروشیمیایی به عنوان نیروی کشش استفاده می‌کند که در امتداد قسمت اصلی سقف قرار گرفته‌اند و تا نیمی از فضای آزاد را اشغال می‌کنند. تا به امروز، هیچ تصادف مرگباری در جهان در بین مسافران این نوع حمل و نقل ثبت نشده است، اما آتش‌سوزی‌های جدی با خودروهای سواری رخ داده است. یکی از اولین تصادفات مربوط به یک اتوبوس برقی در مسکو در ژوئیه ۲۰۱۹ در خیابان بودیونی رخ داد که در نتیجه آن ۱۲ نفر در اثر برخورد با یک خودروی سواری و یک تراموا مجروح شدند. خاطرنشان می‌شود که هرگونه ضربه به باتری‌ها، به‌طور معمول، بر عمر مفید باقی مانده آنها در آینده تأثیر منفی می‌گذارد و استفاده احتمالی از سلول‌های باتری بسیار فرسوده یا آسیب دیده می‌تواند خطرات مرگبار افت فشار آنها و انفجار بعدی همه عناصر روی سقف را به همراه داشته باشد.
حامیان حفظ ترولی‌بوس مسکو معتقدند که معرفی اتوبوس‌های برقی یک هدف دارد - پوشش حذف ترولی‌بوس. این روایت با این واقعیت پشتیبانی می‌شود که بیشتر مسیرهای اتوبوس برقی موجود (۱۲ از ۲۱) در گذشته مسیرهای ترولی‌بوس بوده‌اند، و همچنین این واقعیت که این پروژه تنها پس از خشم عمومی از جایگزینی مسیرهای ترولی‌بوس با مسیرهای اتوبوس به‌طور جدی مورد بحث قرار گرفت.
کارشناسان همچنین معتقدند که تغییر به اتوبوس‌های برقی از نظر فنی و اقتصادی غیرعملی است و انتخاب نوع شارژ برای مسکو بهینه نیست. محاسبات کارشناسان بارها نشان داده است که استفاده از اتوبوس‌های برقی در مسیرهایی با شبکه تماس موجود، سودآور و ناکارآمد است. جایگزینی گسترده اتوبوس‌های دارای موتور احتراق داخلی با اتوبوس‌های برقی، با توجه به اتمام عمر مفید آنها، ممکن است بر وجود شبکه مسیر به شکل تثبیت‌شده تأثیر بیشتری بگذارد و منجر به کاهش تعدادی از مسیرهای مهم شود که تنها با ترکیب برخی مسیرها با مسیرهای دیگر یا با تغییر اساسی کل شبکه مسیر در منطقه با اتصال به مراکز حمل و نقل ترمینال در نزدیکی ایستگاه‌های مترو جبران خواهد شد.
در عین حال، وزارت حمل و نقل نتوانسته است هیچ توجیه اقتصادی برای اثربخشی اتوبوس‌های برقی با شارژ فوق سریع در مقایسه با اتوبوس‌های برقی با افزایش سفر خودران ارائه دهد. تنها ارائه این پروژه از سال ۲۰۱۷ شامل ارقامی است که در آن هزینه نگهداری نهایی اتوبوس‌های برقی ۱۰ برابر ارزان‌تر است. با این حال، محاسبات دقیقی که اعتبار این شاخص‌ها را تأیید کند، در این ارائه ارائه نشده است. علاوه بر این، در دسامبر ۲۰۱۹، نشریه بازا نامه‌ای از ماکسیم لیکسوتوف به وزارت حمل و نقل منتشر کرد که در آن وزارت حمل و نقل اذعان می‌کند که بهره‌برداری از یک اتوبوس برقی فوق سریع حدود یک میلیون روبل در سال گران‌تر از یک اتوبوس یا اتوبوس برقی است.
از زمان آغاز این پروژه، وزارت حمل و نقل بارها از موفقیت آن گزارش داده است.
در ۲۶ دسامبر ۲۰۱۹، میزگردی با موضوع «چشم‌انداز توسعه اتوبوس‌های برقی و خطر حذف اتوبوس‌های برقی» توسط داریا بسدینا، نماینده حزب یابلوکو، در دومای شهر مسکو برگزار شد که در آن شرکت‌کنندگان، شامل تولیدکنندگان وسایل نقلیه برقی، نمایندگان شرکت‌های فعال و کارشناسان حمل و نقل، ناکارآمدی فناوری انتخاب شده برای شارژ اتوبوس‌های برقی برای مسکو را به رسمیت شناختند. نمایندگان وزارت حمل و نقل در این رویداد شرکت نکردند.

## نگارخانه

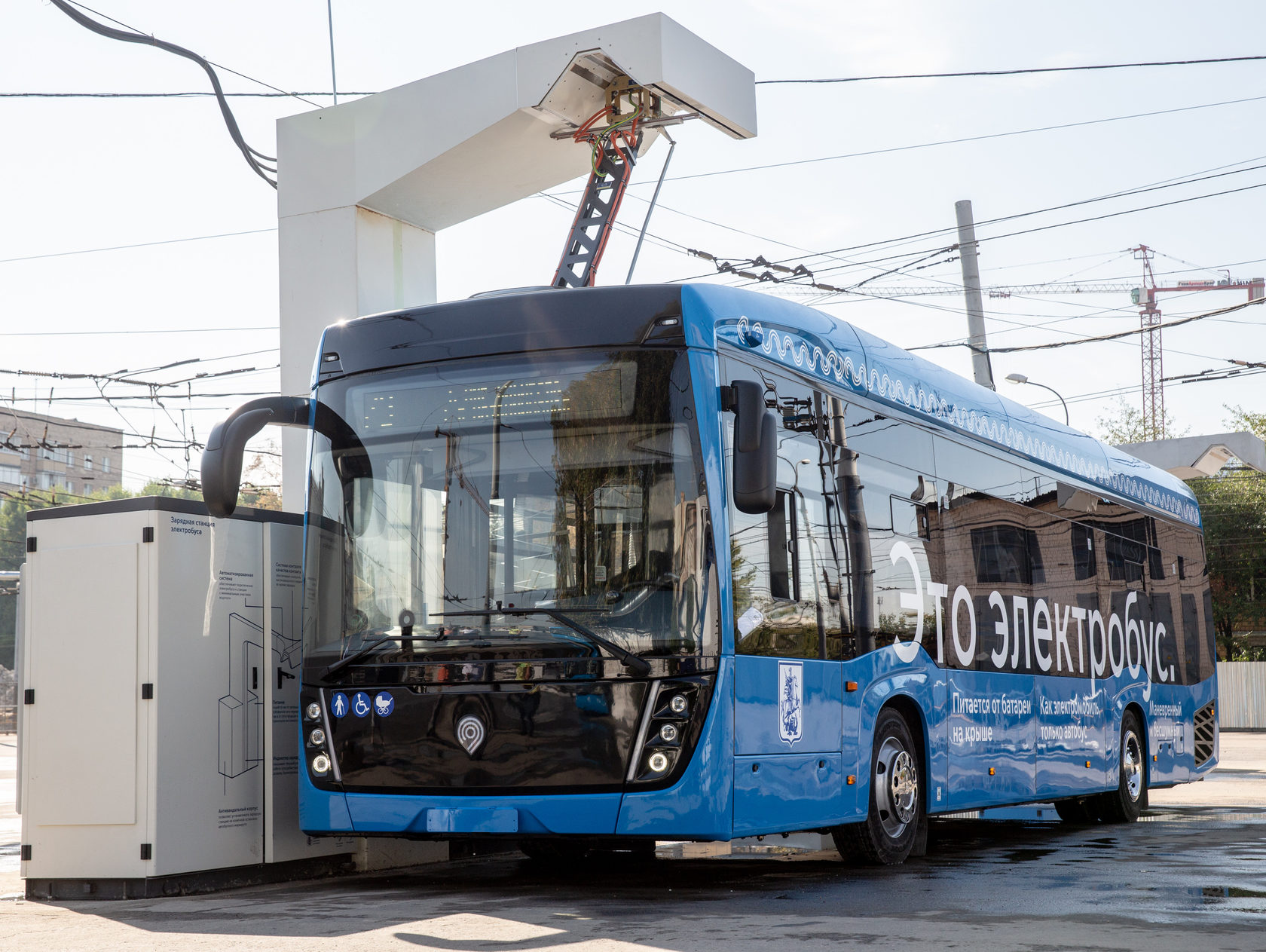
اتوبوس‌های برقی با استفاده از ایستگاه‌های شارژ فوق سریع در ایستگاه‌های ترمینال، ذخایر انرژی خود را ظرف ۶ تا ۱۰ دقیقه دوباره پر می‌کنند.
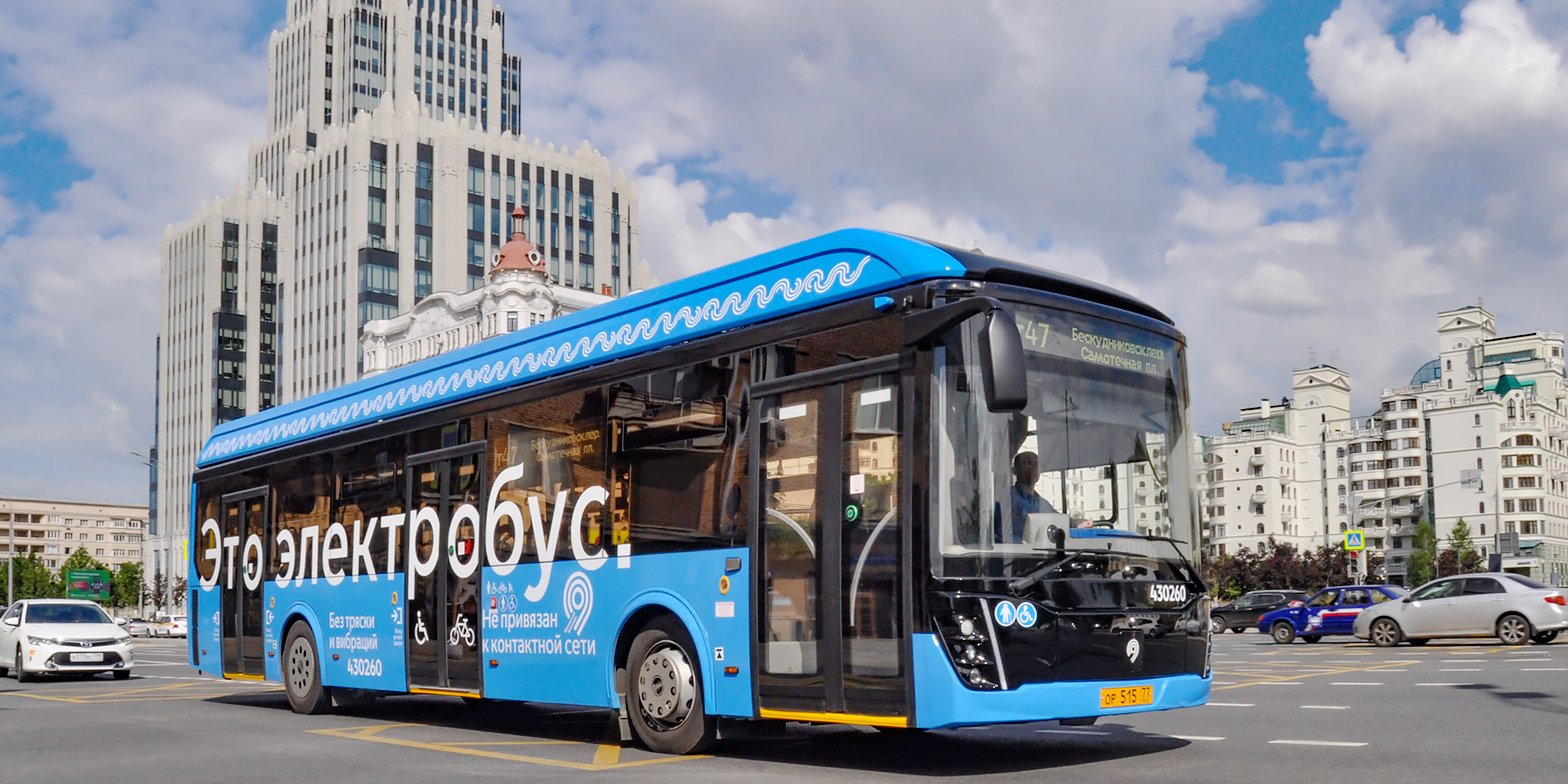
لیز-۶۲۷۴ که در مسیر تی۴۷ کار می‌کند
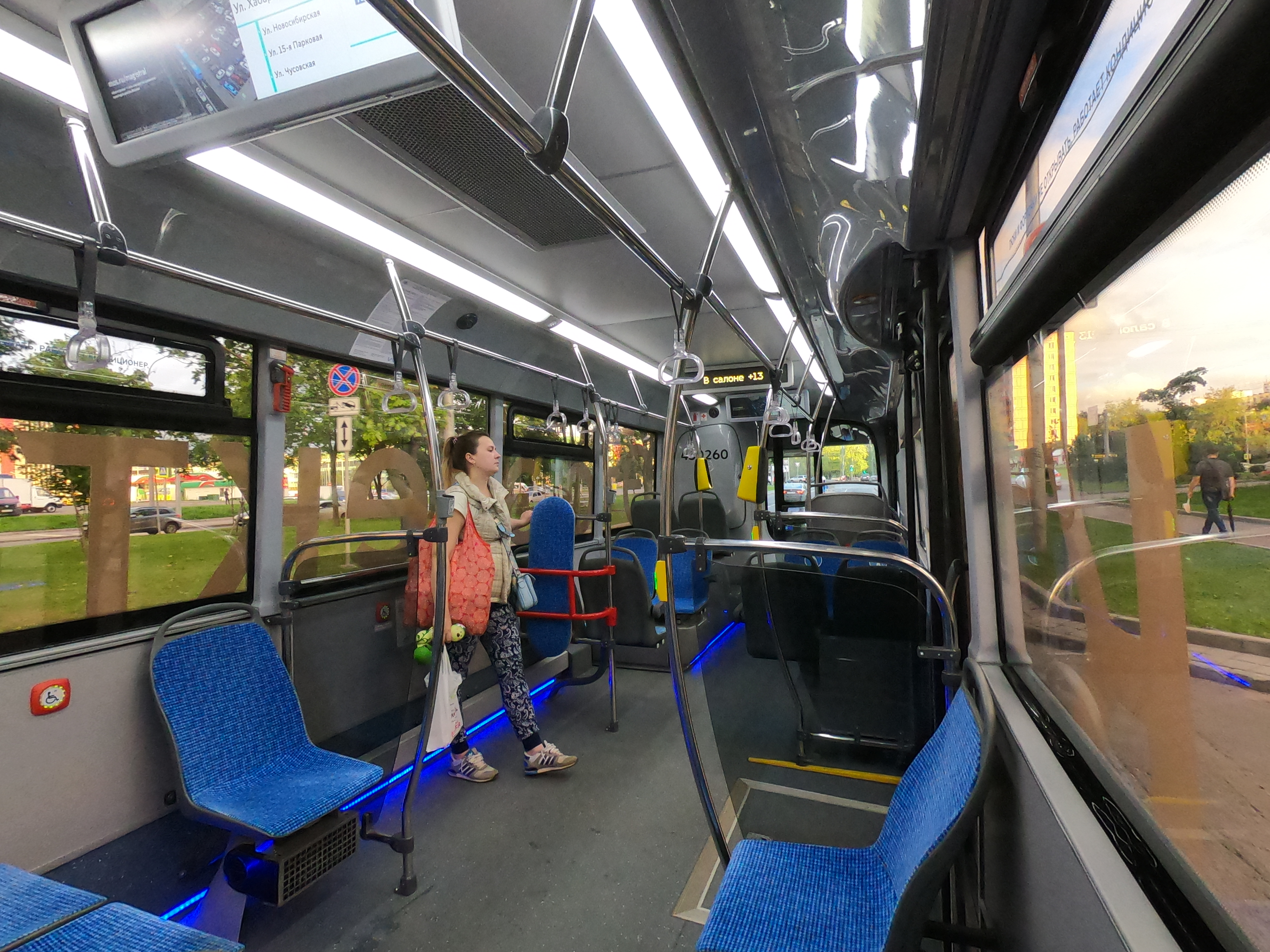
فضای داخلی لیز-۶۲۷۴
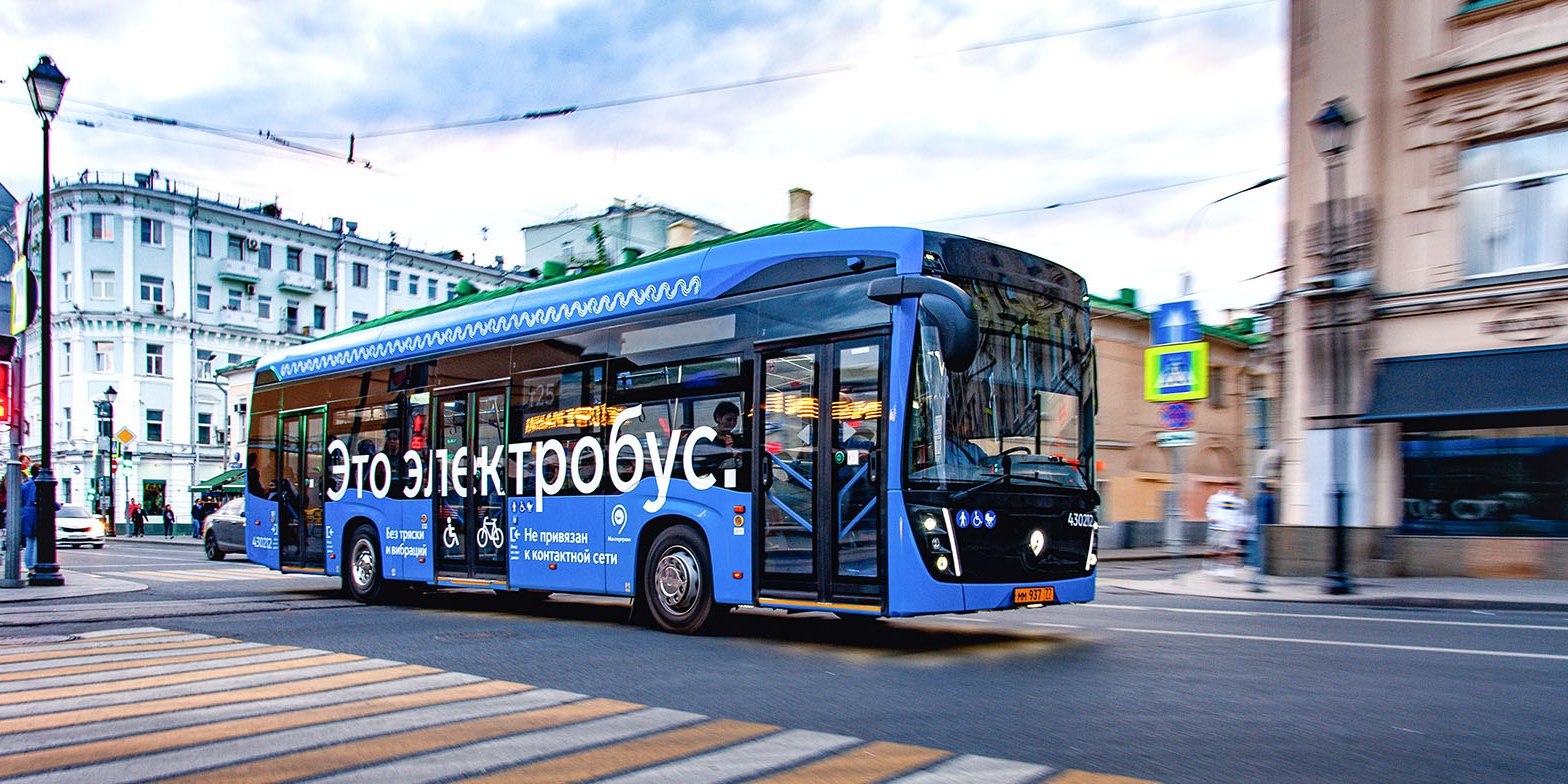
کاماز-۶۲۸۲ در حال فعالیت در مسیر تی۲۵
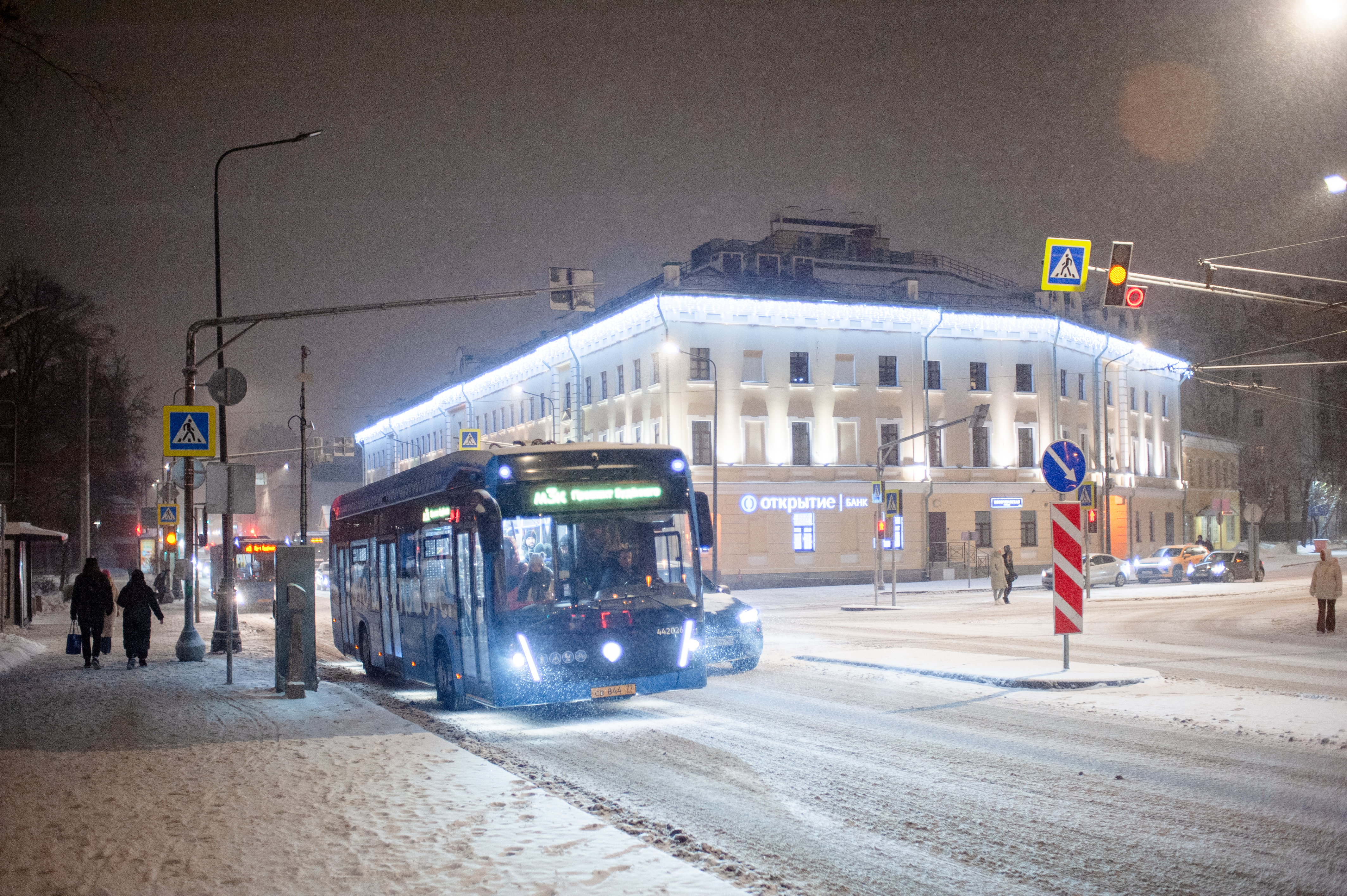
کاماز-۶۲۸۲ در شب زمستانی
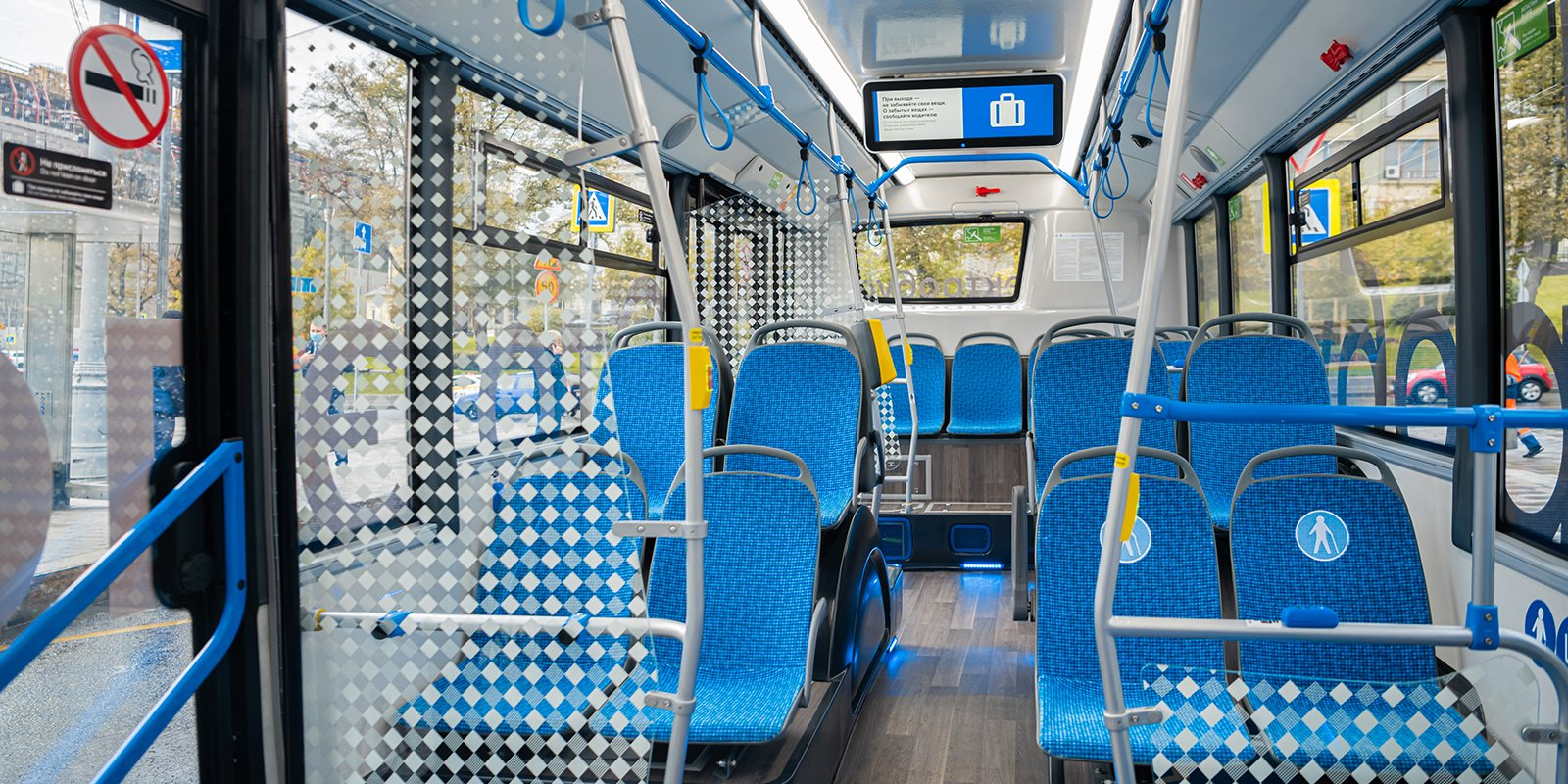
فضای داخلی کاماز-۶۲۸۲